# Yihantong (sockenhuvudort i Kina, Heilongjiang Sheng, lat 45,88, long 128,90)
Yihantong (kinesiska: 伊汉通, 伊汉通乡) är en sockenhuvudort i Kina. Den ligger i provinsen Heilongjiang, i den nordöstra delen av landet, omkring 180 kilometer öster om provinshuvudstaden Harbin. Antalet invånare är 8 581. Befolkningen består av 4 234 kvinnor och 4 347 män. Barn under 15 år utgör 14,0 %, vuxna 15-64 år 80 %, och äldre över 65 år 5,0 %.
Runt Yihantong är det ganska tätbefolkat, med 78 invånare per kvadratkilometer. Närmaste större samhälle är Fangzheng, 6,7 km sydväst om Yihantong. Trakten runt Yihantong består till största delen av jordbruksmark.
Genomsnittlig årsnederbörd är 862 millimeter. Den regnigaste månaden är juli, med i genomsnitt 174 mm nederbörd, och den torraste är januari, med 7 mm nederbörd.